# Herfstspin
De herfstspin (Metellina segmentata) is een spin uit de familie van de strekspinnen (Tetragnathidae). De wetenschappelijke naam van de soort werd, als Araneus segmentatus, in 1758 gepubliceerd door Carl Alexander Clerck.
De soort komt voor in een groot deel van het Palearctisch gebied, van Europa tot aan Japan. In Canada is de soort geïntroduceerd.
De vrouwtjes worden 6,5 tot 9 mm groot, de mannetjes worden 6 tot 7,5 mm. Het kopborststuk is geel- tot roodbruin. Het achterlijf is geel- groen of roodachtig bruin gekleurd. Leeft in bosranden, heggen en tuinen.